# Захович, Лука
Лука Захович (словен. Luka Zahović; 15 ноября 1995, Гимарайнш) — словенский футболист, нападающий польского клуба «Гурник (Забже)» и сборной Словении.

## Клубная карьера
Лука начинал свою карьеру в «Бенфике», за которую в те годы выступал его отец Златко. В 2007 году он перебрался в «Марибор». 26 мая 2013 года юный Лука дебютировал в чемпионате страны в матче против «Алюминия». В своём следующем сезоне Лука выступал сперва за «Вержей» на правах аренды, а затем, вернувшись в «Марибор», продолжил выступления за свою команду. В 2014 году он провёл один матч за вторую команду клуба и отметился там хет-триком. 17 сентября 2014 года юный форвард дебютировал в Лиге чемпионов в матче против «Спортинга» и забил важный гол, принесший ничью его команде.
Вернувшись из нидерландского «Херенвена» в родной «Марибор» стал лучшим бомбардиром чемпионата в сезоне 2017/18.

## Карьера в сборной
Лука выступал за все юношеские сборные, начиная со сборной до 16 лет. За главную сборную Словении дебютировал 16 октября 2018 года, выйдя на замену на 75 минуте матча против сборной Кипра.

## Достижения
«Марибор»
- Чемпион Словении (5): 2012/13, 2013/14, 2014/15, 2016/17, 2018/19
- Обладатель Кубка Словении: 2012/13
- Обладатель Суперкубка Словении (2): 2013, 2014

## Личная жизнь
Лука — сын известного словенского футболиста Златко Заховича.